# Urohidrózis
Urohidrózisnak nevezik azt a folyamatot, amikor a madarak a párolgás hűtő hatását kihasználva lábukra ürítés útján hűtik testüket. A gólyák számos alfaja és az újvilági keselyűfélék gyakorolják ezt a magatartást. A szót M.P. Kahl alkotta 1963-ban.
A "hidrózis" az orvosi megfelelője az izzadás szónak.
A megjelölt madarak lábgyűrűjén felgyülemlett ürülék sérülésekhez szokott vezetni.